# Areal da Baronesa

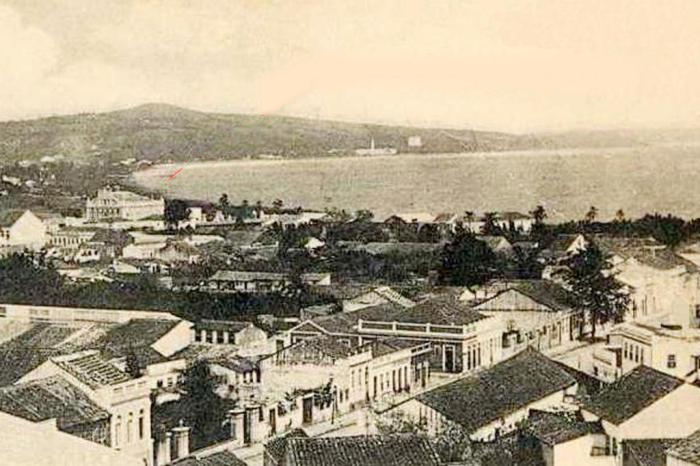
O Areal da Baronesa, na área mais vegetada junto ao rio. O solar do barão e da baronesa de Gravataí é a edificação mais imponente no canto superior esquerdo, a última antes da área de mata fechada.

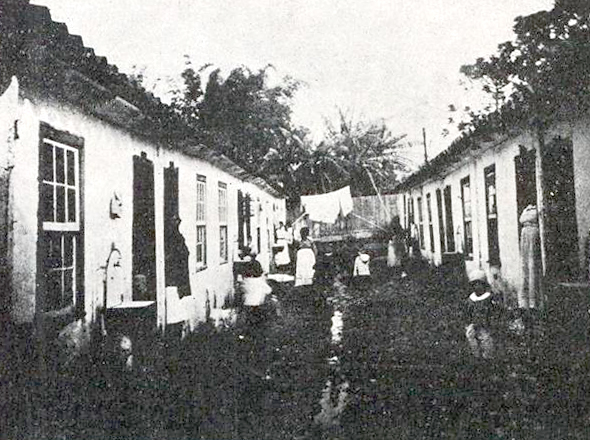
Um beco alagado no Areal em 1920

O Areal da Baronesa, também conhecido como Arraial da Baronesa, foi uma antiga chácara semi-rural de Porto Alegre, no Brasil.
Localizada na região do atual bairro da Cidade Baixa, onde se formou um dos mais antigos arraiais de Porto Alegre, suas origens datam do século XVIII. Em meados do século XIX várias ruas foram sendo abertas na região, a fim de darem acesso a pequenas propriedades e escoar sua produção de hortifrutigranjeiros até o Centro. A mais importante foi a chácara de João Baptista da Silva Pereira, Barão de Gravataí (1797-1853). Após sua morte, sua esposa, dona Maria Emília de Meneses (1802-1888), baronesa em direito próprio em 1853, herdou a propriedade, daí seu nome.
Compreendia os terrenos da atual Praça Cônego Marcelino e os trechos delimitados pelas ruas Baronesa de Gravataí, Barão de Gravataí, Coronel André Belo e Miguel Teixeira. A sede da chácara era um casarão situado onde hoje está a Fundação Pão dos Pobres. Aquiles Porto Alegre conheceu o local e registrou que "os escravos que se revoltavam contra a tirania do verdugo, seu dono, procuravam de preferência aquele lugar para esconderijo, porque a mataria era espessa, e eles encontravam ali, para alimentar-se, o araçá, a cereja, a pitanga, o maracujá, o joá, o ananás e tantas outras frutas silvestres".
Em torno de 1878 o casarão incendiou, e assim a baronesa decidiu parcelar e vender a propriedade, o que foi aprovado pela Câmara em 12 de fevereiro de 1879. O loteamento permaneceu abandonado pelo poder público por muitos anos, estava sujeito a frequentes alagamentos, e se tornou local de residência para a população pobre, especialmente de origem escrava. Mais tarde, com a construção de quartéis da Brigada Militar, muitos soldados estabeleceram residência no Areal. Na década de 1940 o Arroio Dilúvio, a principal fonte das inundações, começou a ser retificado, permitindo uma rápida urbanização do local e o crescimento da população residente.
A identificação do Areal como uma comunidade negra permaneceu forte. Ali proliferaram casas de religião, blocos carnavalescos, rodas de samba e músicos populares, formando uma cultura característica. Contudo, a maioria dos antigos residentes foi sendo expulsa para a periferia com a urbanização da região, mas sobrevive a Comunidade Quilombola do Areal, situada na Avenida Luiz Guaranha e estruturada como uma Associação Comunitária, ocupando cerca de 4,5 mil m2, onde vivem cerca de 80 famílias. Em 2002 a comunidade recebeu certificado da Fundação Cultural Palmares, sendo enfatizado o fato de que se trata de um dos poucos quilombos urbanos do Brasil. Em 2013 o Relatório Técnico de Identificação e Delimitação reconheceu a área como antigo território quilombola, designação oficializada em 11 de julho de 2015 pela Prefeitura. Com o decreto a região se tornou Área Especial e de Interesse Cultural, e sua posse se tornou coletiva, não podendo ser vendida ou penhorada. O Areal é uma das referências do Museu de Percurso do Negro em Porto Alegre.